# Evaluación electrónica
La evaluación electrónica es un instrumento de examen que implica el uso de tecnologías de la información y la comunicación para la evaluación en diferentes ámbitos. También se le conoce como evaluación en línea, evaluación mediada/asistida por el ordenador, o por el anglicismo e-assessment. La definición del término incorpora una amplia gama de actividades, desde el uso de un procesador de palabras para elaborar un texto, hasta formularios para completar vía Internet. Una forma común de evaluación electrónica utiliza preguntas de opción múltiple con retroalimentación automática. Otra es la entrega de tareas específicas de clase a través de una plataforma virtual, que puede tener, o no, una fecha o tiempo límite para su realización.

## Beneficios
Algunos beneficios de la evaluación electrónica incluyen:
- Ofrecer retroalimentación automática, personalizada.
- Facilitar el acceso a la evaluación para personas en diferentes ubicaciones geográficas.
- Proveer reportes sofisticados.
- Permitir que se realicen las evaluaciones varias veces.
- Ofrecer una mayor flexibilidad, lo que permite a los alumnos realizar sus evaluaciones en cualquier momento cuando estén listos para ser evaluados y no solo en un momento determinado por los exámenes y los organismos de adjudicación. La flexibilidad de los tiempos de prueba conduce a una mayor participación de los alumnos.[2]

Por otro lado, algunas plataformas brindan estadísticas que permiten al docente llevar a cabo un mejor seguimiento de la trayectoria del estudiante.
Los principios de la evaluación no cambian en un entorno electrónico. La e-evaluación se sustenta en los mismos principios de validez, flexibilidad y equidad y también utiliza las mismas estrategias que los métodos de evaluación tradicionales (Brink & Lautenbach, 2011), aunque probablemente sea preciso contar con mayores niveles de interactividad en cursos en línea para favorecer tanto el seguimiento del progreso como la motivación del estudiante.

## Críticas
Existen diferentes críticas a las evaluaciones electrónicas. Si bien la deshonestidad académica sucede en todos los  niveles en las instituciones educativas, las evaluaciones electrónicas conllevan un potencial para comportamientos fraudulentos. Por ejemplo, los estudiantes pueden utilizar apoyo externo al estar siendo evaluados o solicitar a otra persona que conteste por ellos. En relación con lo anterior, los reportes anuales sobre la implementación de la evaluación electrónica en el Reino Unido por Bull (2000) señala asuntos de críticas como la falta de entendimiento de las limitaciones y del potencial de los métodos de evaluación, así como la idea de que no es posible evaluar las habilidades de orden superior por medio del uso de tecnologías de e-evaluación.